# Carin Clonda
Carin Clonda, née le 1er mars 1961 à Manly, est une joueuse de squash représentant l'Australie. Elle atteint le 5e rang mondial en janvier 1984, son meilleur classement. Elle est championne du monde par équipes en 1983.

## Biographie
Elle est initiée au squash à l'âge de 13 ans et commence à jouer en compétition, remportant le titre australien des moins de 16 ans après deux ans de pratique. En 1978, elle remporte les championnats de Nouvelle-Galles du Sud et les championnats d'Australie juniors féminins dans les catégories d'âge des moins de 15 ans, des moins de 16 ans et des moins de 17 ans. La même année, elle est diagnostiquée d'asthme chronique et prend dix-huit mois de congé pour suivre un traitement respiratoire, mais elle reprend le jeu après avoir pris du poids en raison du traitement.
En 1979, elle est de facto championne du monde des moins de 19 ans lorsqu'elle remporte le British Junior Open, le championnat du monde officieux.
En plus de l'asthme chronique, Clonda connaît de nombreux problèmes de santé au cours de sa carrière sportive, mais elle continue à concourir malgré tout. En 1989, elle subit une intervention chirurgicale pour enlever une tumeur à la jambe, puis une chirurgie de fusion vertébrale qui comportait un risque de paralysie permanente.
Elle souffre ensuite du syndrome de fatigue chronique et les dommages causés à son système immunitaire ont entraîné une aggravation de l'asthme, des infections, une luxation du bassin et une récidive de sa tumeur.
De 2005 à 2009, Carin Clonda est PDG et directrice de NSW Squash, l'organisation qui développe, organise et promeut le squash en Nouvelle-Galles du Sud. Elle gère également les installations de squash de l'organisation au Thornleigh Squash Centre.
Elle est administratrice et gérante de squash pour plusieurs événements sportifs majeurs, dont les Gay Games de Sydney en 2002 et les Jeux du Commonwealth de Melbourne en 2006.
En 2012, elle est impliquée dans un litige judiciaire avec NSW Squash et le juge Michael Pembroke de la Cour suprême de Nouvelle-Galles du Sud statue contre son entreprise. À la suite du jugement du tribunal, la Gouverneure générale annule la Médaille de l'Ordre d'Australie.
Carin Clonda est la première joueuse professionnelle de squash à faire son coming out, et dit qu'elle a été victime d'une hostilité considérable, bien que ce soit davantage de l'extérieur de la communauté de squash que de l'intérieur.

## Distinctions honorifiques
En 2000, Carin Clonda reçoit la médaille australienne des Sports, avec la mention "NSW & Australian Representative 1978-1985. Champion junior australien et britannique".
En 2008, elle reçoit le prix Sue Fear Award, du nom de l'alpiniste Sue Fear, pour son courage et ses réalisations dans la lutte contre les maladies graves afin de réussir dans le squash de compétition.
En 2010, elle reçoit la Médaille de l'Ordre de l'Australie (OAM), mais elle lui est retirée en 2013 après une décision défavorable dans un litige judiciaire. 

## Palmarès

### Titres
- British Junior Open : 1979
- Championnats du monde de squash par équipes : 1983